# So Long, Bannatyne
So Long, Bannatyne es el noveno álbum de estudio de la banda de rock canadiense The Guess Who, publicado en 1971 por RCA Victor.

## Lista de canciones
- Todas escritas por Burton Cummings/Kurt Winter excepto donde se indique lo contrario.

1. "Rain Dance" - 2:45
2. "She Might Have Been a Nice Girl" (Cummings) - 3:13
3. "Goin' a Little Crazy" - 6:59
4. "Fiddlin'" - 1:06
5. "Pain Train" - 3:45
6. "One Divided" (Greg Leskiw) - 2:38
7. "Grey Day" (Leskiw) - 4:16
8. "Life in the Bloodstream" (Cummings) - 3:10
9. "One Man Army" - 3:55
10. "Sour Suite" (Cummings) - 4:08
11. "So Long, Bannatyne" - 5:55

### Bonus tracks de la versión de 2010
1. "Albert Flasher" (Cummings)
2. "Broken"

## Personal
- Burton Cummings – voz, teclados
- Kurt Winter – guitarra, voz
- Greg Leskiw – guitarra, voz
- Jim Kale – bajo
- Garry Peterson – batería